# Molesey FC
Molesey FC (celým názvem: Molesey Football Club) je anglický fotbalový klub, který sídlí ve vesnici Molesey v nemetropolitním hrabství Surrey. Založen byl v roce 1946. Od sezóny 2018/19 hraje v Isthmian League South Central Division (8. nejvyšší soutěž). Klubové barvy jsou černá a bílá.
Své domácí zápasy odehrává na Walton Road Stadium s kapacitou 4 000 diváků.

## Úspěchy v domácích pohárech
Zdroj: 
- FA Cup
  - 1. kolo: 1993/94
- FA Trophy
  - 1. kolo: 1990/91, 1994/95, 1998/99, 2004/05
- FA Vase
  - Čtvrtfinále: 1981/82

## Umístění v jednotlivých sezonách
Stručný přehled
Zdroj: 
- 1963–1973: Spartan League
- 1973–1977: Athenian League (Division Two)
- 1977–1984: Isthmian League (Second Division)
- 1984–1990: Isthmian League (Second Division South)
- 1990–1993: Isthmian League (First Division)
- 1993–1996: Isthmian League (Premier Division)
- 1996–1999: Isthmian League (First Division)
- 1999–2002: Isthmian League (Second Division)
- 2002–2004: Isthmian League (Division One South)
- 2004–2006: Isthmian League (Division One)
- 2006–2008: Isthmian League (Division One South)
- 2008–2015: Combined Counties League (Premier Division)
- 2015–2018: Isthmian League (Division One South)
- 2018– : Isthmian League (South Central Division)

Jednotlivé ročníky
Zdroj: 
Legenda: Z – zápasy, V – výhry, R – remízy, P – porážky, VG – vstřelené góly, OG – obdržené góly, +/- – rozdíl skóre, B – body, červené podbarvení – sestup, zelené podbarvení – postup, fialové podbarvení – reorganizace, změna skupiny či soutěže
| Sezóny  | Liga                                        | Úroveň | Z  | V  | R  | P  | VG  | OG  | +/- | B  | Pozice |
| ------- | ------------------------------------------- | ------ | -- | -- | -- | -- | --- | --- | --- | -- | ------ |
| 2009/10 | Combined Counties League (Premier Division) | 9      | 42 | 20 | 9  | 13 | 69  | 53  | +16 | 68 | 8.     |
| 2010/11 | Combined Counties League (Premier Division) | 9      | 40 | 25 | 7  | 8  | 102 | 50  | +52 | 82 | 3.     |
| 2011/12 | Combined Counties League (Premier Division) | 9      | 42 | 24 | 4  | 14 | 103 | 61  | +42 | 76 | 5.     |
| 2012/13 | Combined Counties League (Premier Division) | 9      | 42 | 17 | 9  | 16 | 70  | 63  | +7  | 60 | 10.    |
| 2013/14 | Combined Counties League (Premier Division) | 9      | 42 | 15 | 12 | 15 | 70  | 53  | +17 | 57 | 11.    |
| 2014/15 | Combined Counties League (Premier Division) | 9      | 40 | 30 | 1  | 9  | 108 | 36  | +72 | 91 | 1.     |
| 2015/16 | Isthmian League (Division One South)        | 8      | 46 | 23 | 6  | 17 | 87  | 83  | +4  | 75 | 9.     |
| 2016/17 | Isthmian League (Division One South)        | 8      | 46 | 11 | 10 | 25 | 61  | 116 | -55 | 43 | 19.    |
| 2017/18 | Isthmian League (Division One South)        | 8      | 46 | 7  | 12 | 27 | 55  | 103 | -48 | 30 | 23.    |
| 2018/19 | Isthmian League (South Central Division)    | 8      | 38 |    |    |    |     |     |     |    |        |

Poznámky
- 2017/18: Klubu byly z důvodu porušení stanov soutěže odečteny tři body.